# آندرئا دیارماتی
آندرئا دیارماتی (کرواتی: Andrea Gyarmati؛ زادهٔ ۱۵ آوریل ۱۹۵۴) شناگر اهل مجارستان است.
وی در مسابقات کشوری و بین‌المللی در مجموع برندهٔ ۲ مدال طلا، ۳ مدال نقره، ۲ مدال برنز شده‌است.